# Cal Pubillet
Cal Pubillet és una obra d'El Soleràs (Garrigues) inclosa a l'Inventari del Patrimoni Arquitectònic de Catalunya.

## Descripció
Casa entre mitgeres força estreta de planta baixa i dos pisos de pedra arrebossada. La porta és un arc escarçer força senzill. La divisió entre pisos està marcada per una motllura a l'altura de la base dels balcons, un a cada pis. Aquests són potser el més destacat de l'edifici ja que tenen reixes de ferro forjat força espectaculars, sobretot la del primer pis, d'inspiració vegetal.